# Genocidal Humanoidz
«Genocidal Humanoidz» es una canción de la banda System of a Down. Fue publicada como un sencillo con doble cara A con «Protect the Land» el 6 de noviembre de 2020, a través de American Recordings y Columbia Records, para crear conciencia y recaudar fondos para Armenia y la no reconocida República de Artsaj en medio de la guerra de Nagorno-Karabaj de 2020. Es el primer lanzamiento de la banda en 15 años desde su quinto álbum de estudio Hypnotize (2005), y su primer sencillo en 14 años desde «Lonely Day» (2006). Los dos sencillos recaudaron más de $600,000 que fueron donados al Armenia Fund para ayudar a los afectados por la guerra.

## Antecedentes y lanzamiento
"Genocidal Humanoidz" fue escrito por el guitarrista y segundo cantante de la banda, Daron Malakian, tres o cuatro años antes de su lanzamiento durante una jam session entre los miembros de la banda. También se escribieron varias otras canciones durante la reunión, pero todas se eliminaron después de que el cantante principal de la banda, Serj Tankian, no se comprometiera a lanzar un nuevo álbum. A fines de septiembre de 2020, después de que estallara una nueva guerra entre Armenia, Artsaj y Azerbaiyán en la disputada región de Nagorno-Karabaj, los miembros de la banda comenzaron a usar sus plataformas para crear conciencia sobre el tema. Tankian, cuyo abuelo sobrevivió al genocidio armenio de 1915, le dijo a The Fader que ve una "alta probabilidad de genocidio de armenios" en Artsaj por parte de Azerbaiyán con el apoyo de Turquía. Tankian donó 250.000 dólares al Fondo de Armenia y también participó en un concierto de recaudación de fondos en línea llamado "Rock for Artsakh" en octubre.
El grupo se reunió en 2020 para grabar "Protect the Land", y el bajista Shavo Odadjian dijo que "fue un placer para nosotros estar juntos de nuevo en el estudio, muy reconfortante y natural, como si no hubiera pasado el tiempo". El mánager de la banda dijo que la canción capturaba la importancia del momento, pero instó a los miembros de la banda a grabar otra canción con una melodía más pesada para complementarla. Así, todos coincidieron en grabar "Genocidal Humanoidz". El 6 de noviembre de 2020, se lanzó "Genocidal Humanoidz" junto con "Protect the Land" digitalmente como un sencillo de doble cara A. La obra de arte de la pista presenta la bandera de la República de Artsakh y el monumento Somos Nuestras Montañas en su capital Stepanakert. Es el primer lanzamiento de la banda en 15 años desde su quinto álbum de estudio Hypnotize en 2005. En un comunicado oficial publicado en su sitio web después del estreno de los sencillos, la banda dijo que esperaban que sus fans escucharan las canciones y "Inspírate para hablar sobre las horribles injusticias y violaciones de derechos humanos que ocurren allí ahora".

## Recepción crítica y composición
Según Malakian, la letra original de la canción solo tuvo que cambiarse ligeramente para "hacer que funcione con el mensaje que estamos tratando de enviar ahora". También dijo que "la canción encajaba muy bien [con" Protect the Land"]", y agregó que la palabra "humanoides" le vino del difunto manager de lucha libre Bobby "The Brain" Heenan, quien solía llamar a la audiencia " un montón de humanoides, como un montón de idiotas".
En una crítica positiva para la revista Louder, Merlin Alderslade escribió que la canción "es una bestia completamente diferente, marcando la mitad del tiempo de ejecución de Protect The Land y sumergiéndose en el lado más pesado, más escaso y frenético de System. Los riffs afilados se desprenden frenéticamente", gritando aullidos de Serj a un ritmo vertiginoso, antes de que la canción salte a un fuerte pisotón de nu metal y, finalmente, explote en un trémolo y una fusión de metal extremo impulsada por blastbeat". Además, Alderslade declaró que "podría soltar algunas opiniones poco fiables en estos días, pero John Dolmayan hace una actuación absolutamente poderosa aquí, rompiendo la mierda siempre viva del kit mientras suena más apretado que un estrangulamiento de Khabib Nurmagomedov".